# Fångad av en stormvind
Fångad av en stormvind is een single van Carola Häggkvist uit 1991. Het is tevens het nummer waarmee ze het Eurovisiesongfestival 1991 won.

## Overzicht
Fångad av en stormvind werd geschreven door Stephan Berg voor Carola Häggkvist. Met dit nummer nam Carola deel aan Melodifestivalen 1991, de Zweedse preselectie voor het Eurovisiesongfestival. Het was de derde keer dat Carola deelnam aan Melodifestivalen. In 1983 had ze het festival gewonnen met "Främling", en werd ze derde op het Eurovisiesongfestival. In 1990 was ze tweede geëindigd in Melodifestivalen met het nummer "Mitt i ett äventyr".
Met "Fångad av en stormvind" won Carola Melodifestivalen voor de tweede keer in haar carrière. Ze haalde het met ruime voorsprong op "Ett liv med dig" van Towe Jaarnek. Dankzij haar overwinning mocht ze Zweden vertegenwoordigen op het Eurovisiesongfestival 1991 in de Italiaanse hoofdstad Rome. Het nummer werd gedirigeerd door Anders Berglund. Aan het einde van de puntentelling stond Carola op een gedeelde eerste plaats met de Franse inzending "C'est le dernier qui a parlé qui a raison" van Amina. Beide zangeressen hadden 146 punten gekregen. Volgens de toen geldende regels won bij een gelijke stand diegene die de meeste twaalf punten had ontvangen. Maar ook hier stond het gelijk: 4-4. Bij de tienpunters had "Fångad av en stormvind" de bovenhand: 5-2. Aldus won Carola het Eurovisiesongfestival 1991.

## Hitlijsten
| Land       | Lijst                  | Toppositie | Binnenkomst   |
| ---------- | ---------------------- | ---------- | ------------- |
| België     | Ultratop 50 Vlaanderen | 15         | 1 juni 1991   |
| Nederland  | Nationale Hitparade    | 65         | 8 juni 1991   |
| Noorwegen  | VG-lista               | 6          | 20 mei 1991   |
| Oostenrijk | Ö3 Austria Top 40      | 22         | 9 juni 1991   |
| Zweden     | Sverigetopplistan      | 3          | 24 april 1991 |

## Trivia
- Van "Fångad av en stormvind" werd ook een versie opgenomen in het Engels, getiteld "Captured by a lovestorm".
- Mocht het huidige reglement van het Eurovisiesongfestival in 1991 van toepassing zijn geweest, dan had Amina gewonnen, aangezien nu gekeken wordt welk land van het meeste aantal landen punten heeft gekregen. Daar won Frankrijk van Zweden: 18-17.

1956: Refrain · 
1957: Net als toen · 
1958: Dors, mon amour · 
1959: 'n Beetje · 
1960: Tom Pillibi · 
1961: Nous les amoureux · 
1962: Un premier amour · 
1963: Dansevise · 
1964: Non ho l'età · 
1965: Poupée de cire, poupée de son · 
1966: Merci, chérie · 
1967: Puppet on a string · 
1968: La la la · 
1969: Un jour, un enfant, De troubadour, Vivo cantando, Boom bang-a-bang · 
1970: All kinds of everything · 
1971: Un banc, un arbre, une rue · 
1972: Après toi · 
1973: Tu te reconnaîtras · 
1974: Waterloo · 
1975: Ding-a-dong · 
1976: Save your kisses for me · 
1977: L'oiseau et l'enfant · 
1978: A-ba-ni-bi · 
1979: Hallelujah · 
1980: What's another year · 
1981: Making your mind up · 
1982: Ein bißchen Frieden · 
1983: Si la vie est cadeau · 
1984: Diggi-loo diggi-ley · 
1985: La det swinge · 
1986: J'aime la vie · 
1987: Hold me now · 
1988: Ne partez pas sans moi · 
1989: Rock me · 
1990: Insieme: 1992 · 
1991: Fångad av en stormvind · 
1992: Why me? · 
1993: In your eyes · 
1994: Rock 'n' roll kids · 
1995: Nocturne · 
1996: The voice · 
1997: Love shine a light · 
1998: Diva · 
1999: Take me to your heaven · 
2000: Fly on the wings of love · 
2001: Everybody · 
2002: I wanna · 
2003: Everyway that I can · 
2004: Wild dances · 
2005: My number one · 
2006: Hard rock hallelujah · 
2007: Molitva · 
2008: Believe · 
2009: Fairytale · 
2010: Satellite · 
2011: Running scared · 
2012: Euphoria · 
2013: Only teardrops · 
2014: Rise like a phoenix · 
2015: Heroes · 
2016: 1944 · 
2017: Amar pelos dois · 
2018: Toy · 
2019: Arcade · 
2021: Zitti e buoni · 
2022: Stefania · 
2023: Tattoo · 
2024: The code